# Elecciones generales de las Islas Feroe de 1994
Elecciones generales tuvieron lugar en las Islas Feroe el 7 de julio de 1994.

## Resultados
| Partido | Partido                   | Votos  | %     | Escaños |
| ------- | ------------------------- | ------ | ----- | ------- |
|         | Partido Unionista         | 5 986  | 23,4% | 8       |
|         | Partido Popular           | 4 091  | 16,0% | 6       |
|         | Partido de la Igualdad    | 3 918  | 15,4% | 5       |
|         | República                 | 3 501  | 13,7% | 4       |
|         | Unión de Trabajadores     | 2 421  | 9,5%  | 3       |
|         | Partido Cristiano Popular | 1 606  | 6,3%  | 2       |
|         | Partido de Centro         | 1 491  | 5,8%  | 2       |
|         | Partido del Autogobierno  | 1 438  | 5,6%  | 2       |
|         | Partido Faroés            | 616    | 2,4%  | 0       |
|         | Unión de Libertad         | 487    | 1,9%  | 0       |
| Total   | Total                     | 25 555 | 100,0 | 32      |

- Datos: Q5202355